# Val-de-Dagne
Val-de-Dagne is een gemeente in het Franse departement Aude (regio Occitanie). De plaats maakt deel uit van het arrondissement Carcassonne. Val-de-Dagne is op 1 januari 2019 ontstaan door de fusie van de gemeenten Montlaur en Pradelles-en-Val. 

## Geografie

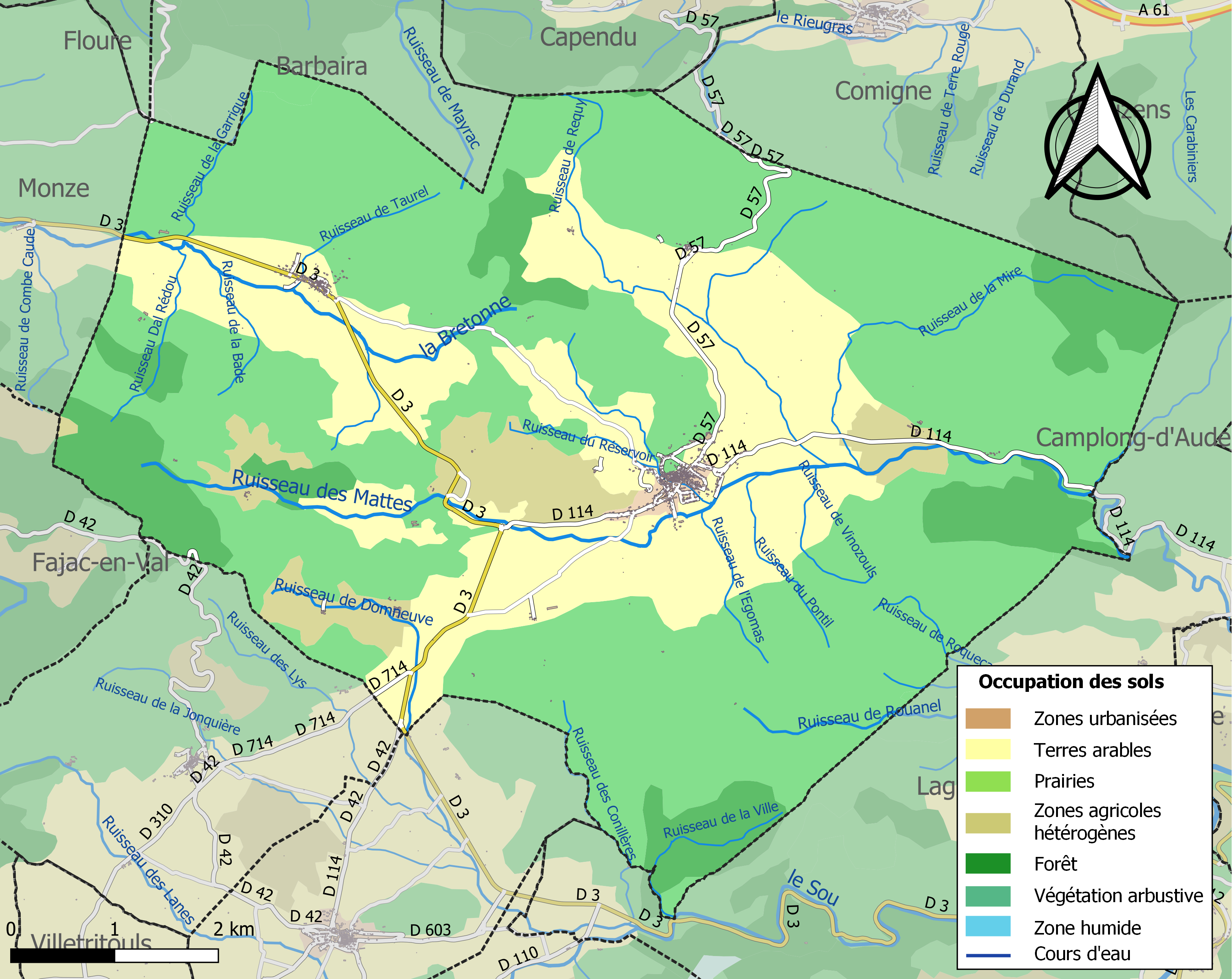
Kaart van de gemeente met de belangrijkste infrastructuur, bodemgebruik en omliggende gemeenten

1. ↑  Populations de référence 2022.